# Wonka
Wonka és una pel·lícula de fantasia musical dirigida per Paul King a partir d'un guió escrit per ell i Simon Farnaby. La pel·lícula serveix com a preqüela de la novel·la de 1964 Charlie i la fàbrica de xocolata de Roald Dahl i és protagonitzada per Timothée Chalamet com a personatge principal, duant els seus primers dies com a xocolater excèntric. Hugh Grant, Keegan-Michael Key, Sally Hawkins, Jim Carter, Matt Lucas, Natasha Rothwell, Olivia Colman i Rowan Atkinson aparèixen amb papers secundaris.
Es va estrenar el 15 de desembre de 2023 per Warner Bros. Pictures. als Estats Units, i el 7 de desembre a Amèrica Llatina i Europa. El 17 d'abril del 2024 es va anunciar el doblatge en català de la pel·lícula per a la plataforma Max.

## Sinopsi
Willy Wonka és un aspirant a mag, inventor i xocolater que arriba a Europa per a construir la seva botiga de xocolata a les Galeries Gourmet. Signa un contracte amb la Senyora Scrubbit i el seu company Bleacher per a quedar-se en una bugaderia. Una noia orfa que viu amb la Senyora Srubbit l'adverteix de la lletra petita, però l'analfabet Wonka ho ignora i serà obligat a pagar càrrecs excessius durant la seva estada. Els tres principals xocolaters de les Galeries Gourmet, Sr. Slugworth, Sr. Prondose i Sr. Fickelgruber es riuen de les xocolates de Wonka i criden al cap de policía per a confiscar els seus beneficis del dia.
Com no és capaç de pagar el lloguer, Scrubbit obliga a Wonka a treballar 10.000 dies a la bugaderia per a pagar el deute. Treballant amb altres persones atrapades descobreix un magatzem de xocolata amagat en una base d'operacions soterrània.
Wonka elabora un pla per a enamorar a Bleacher i a Scrubbit i així poder abandonar la bugaderia i vendre xocolata.
Després de descobrir la raó per la qual Wonka estima la xocolata (la seva difunta mare li va preparar una abans de morir), el protagonista s'adona que les seves xocolates han estat robades per un home taronja que l'havia estat seguint durant anys. Es descobreix que aquest home és un Oompa Loompa anomenat Lofty. Aquest havia estat desterrat per culpa de Wonka anys enrere.
Finalment, després de pagar els deutes i salvar els seus companys, Wonka li treu l'envoltori a la tauleta de xocolata de la seva mare per a descobrir un bitllet daurat amb un missatge dient que és millor compartir la xocolata. És així com es construeix la fàbrica de xocolata amb l'ajuda de l'Oompa Loompa en un castell abandonat.

## Repartiment
- Timothée Chalamet com Willy Wonka
- Hugh Grant com a Oompa loompa
- Keegan-Michael Key
- Rowan Atkinson com a Father Julius
- Sally Hawkins
- Olivia Colman
- Matt Lucas

## Producció
Warner Bros. va aconseguir els drets del personatge de Willy Wonka de Roald Dahl a l'octubre de 2016. Es van considerar a Donald Glover, Ryan Gosling i Ezra Miller per al paper del personatge, però va ser al gener de 2021 que es va confirmar el càrrec de Paul King com a director i de Timothée Chalamet com a rol principal. Al mateix moment es va anunciar el contingut musical del film.
El setembre del mateix any es van anunciar les incorporacions de Keegan-Michael Key, Sally Hawkins, Rowan Atkinson, Olivia Colman i Jim Carter.
El rodatge es va iniciar el mateix setembre al Regne Unit amb Seamus McGarvey com a director de fotografia, Nathan Crowley com a dissenyador de producció, Mark Everson com a editor de pel·lícules i Lindy Hemming com a dissenyadora de vestuari. La majoria del rodatge es va localitzar en la ciutat de Lyme Regis i a l'estudi de Warner Bros. a Watford.
A les rodes de premsa posteriors a l'estrena del film, Hugh Grant, qui interpreta al personatge de l'Oompa Loompa, ha confessat que va estar especialment incòmode en el rodatge. Es va fer ús de CGI per a donar la forma característica del personatge fictici, i això va resultar desagradable per a l'actor.